# Мацюра, Андрей Александрович
Андрей Александрович Мацюра (рум. Andrei Maţiura; 10 апреля 1981, Кишинёв, Молдавская ССР, СССР) — молдавский футболист и футбольный тренер.

## Карьера
Выступал в Молдавии за клубы «Олимпия» (Бельцы), «Хынчешты» и «Нистру» (Отачь). В составе «Нистру» дважды становился серебряным и дважды бронзовым призёром чемпионата страны, играл в Кубке УЕФА. Выступал за российские клубы «Терек» (Грозный), «Металлург-Кузбасс» (Новокузнецк) — в первом дивизионе и «Динамо» (Санкт-Петербург) — во втором дивизионе. В 2002—2003 годах сыграл 3 матча за сборную Молдавии. После 2008 года выступал за мини-футбольный клуб «Арсенал» (Кишинёв) и пляжный футбольный клуб «Палестра» (Кишинёв), привлекался в сборную Молдавии по пляжному футболу.
Работал тренером-ассистентом Вячеслава Руснака в клубах «Академия» (Кишинёв), «Сперанца» (Крихана Веке), «Искра-Сталь» (Рыбница) и «Зимбру (Кишинёв)».
В начале августа 2023 года был назначен старшим тренером махачкалинского «Динамо».

## Семья
- Отец Александр Григорьевич Мацюра — советский футболист и молдавский тренер, был главным тренером сборной Молдавии.
- Дядя Сергей Григорьевич Мацюра — советский и молдавский футболист, а также российский футбольный арбитр, в 2007—2008 гг. обслуживал матчи Российской премьер-лиги.